# Guatemala nos Jogos Pan-Americanos de 2019
A Guatemala competiu nos Jogos Pan-Americanos de 2019 em Lima, Peru, de 26 de julho a 11 de agosto de 2019.
A delegação guatemalteca consistiu em um total de 147 atletas (74 homens e 73 mulheres), que competiram em 29 esportes.
Em 3 de julho de 2019, o ginasta Jorge Vega foi nomeado o porta-bandeira do país na cerimônia de abertura.

## Atletas
Abaixo está a lista do número de atletas (por gênero) participando dos jogos por esporte/disciplina.
| Esporte               | Masculino | Feminino | Total |
| --------------------- | --------- | -------- | ----- |
| Badminton             | 4         | 3        | 7     |
| Boliche               | 2         | 2        | 4     |
| Boxe                  | 0         | 1        | 1     |
| Canoagem              | 1         | 1        | 2     |
| Caratê                | 1         | 1        | 2     |
| Ciclismo              | 5         | 3        | 8     |
| Fisiculturismo        | 1         | 1        | 2     |
| Golfe                 | 2         | 2        | 4     |
| Hipismo               | 5         | 4        | 9     |
| Judô                  | 1         | 1        | 2     |
| Levantamento de peso  | 3         | 3        | 6     |
| Lutas                 | 1         | 0        | 1     |
| Natação artística     | —         | 9        | 9     |
| Patinação sobre rodas | 1         | 2        | 3     |
| Pelota basca          | 1         | 0        | 1     |
| Pentatlo moderno      | 2         | 3        | 5     |
| Raquetebol            | 2         | 2        | 4     |
| Remo                  | 0         | 2        | 2     |
| Squash                | 3         | 0        | 3     |
| Taekwondo             | 3         | 3        | 6     |
| Tênis                 | 2         | 2        | 4     |
| Tênis de mesa         | 2         | 3        | 5     |
| Tiro com arco         | 4         | 2        | 6     |
| Tiro esportivo        | 9         | 7        | 16    |
| Triatlo               | 1         | 2        | 3     |
| Vela                  | 4         | 3        | 7     |
| Voleibol              | 2         | 2        | 4     |
| Total                 | 62        | 64       | 126   |